# Az én kis szörnyeim
Az én kis szörnyeim (eredeti címén Me and My Monsters) ausztrál televíziós filmsorozat. Nagy-Britanniában 2010. október 27. és 2011. április 27. között a CBBC adta le, Magyarországon 2014. január 11-étől az M2 tűzte műsorra.

## Ismertető
A Carlson család új házba költözött, ám minden más lett. Eddie Carlson barátja 3 szörnynek, akiknek alig van fogalmuk egy ember életéről. Egyszer viszont a szülei és testvére, Angela megtudták, hogy a ház pincéjében 3 szörny él.

## Szereplők

### Emberek
- Eddie Carlson (Macauley Keeper)
- Kate Carlson (Lauren Clair)
- Nick Carlson (Felix Williamson)
- Angela Carlson (Ivy Latimer)

### Szörnyek
- Haggis (Don Austen)
- Norman (David Collins)
- Fiend (Heath Mclvor)

## Magyar hangok
- Eddie Carlson (Boldog Gábor)
- Kate Carlson (Zsigmond Tamara)
- Nick Carlson (Bozsó Péter)
- Angela Carlson (Pekár Adrienn)
- Haggis (Faragó András)
- Norman (Szokol Péter)
- Fiend (Hamvas Dániel)

## Epizódok

### 1. évad
1. Házikedvencek kizárva
2. Porzsák-szerelem
3. Szörny a dobozban
4. A csodálatos szörnytrió
5. Édes kisbaba
6. Okos szörnyek
7. Bazi nagy szörnylagzi
8. Pizsama-party
9. Szerepcsere
10. Haggis visszavág
11. Kedves naplóm
12. A füllentés magasiskolája
13. Szörny-testvérek

### 2. évad
1. Szörnyű betegség
2. Fényes cucc
3. Otthoni vakáció
4. Álmaim fiúja
5. Királyi szörnyek
6. Szörnyen finom sütik
7. Minőségi idő
8. Híresség
9. A veszekedés
10. Összeláncolva
11. A gyűjtemény
12. Együtt, egyedül
13. A szörnyvadász